# Ветеринар

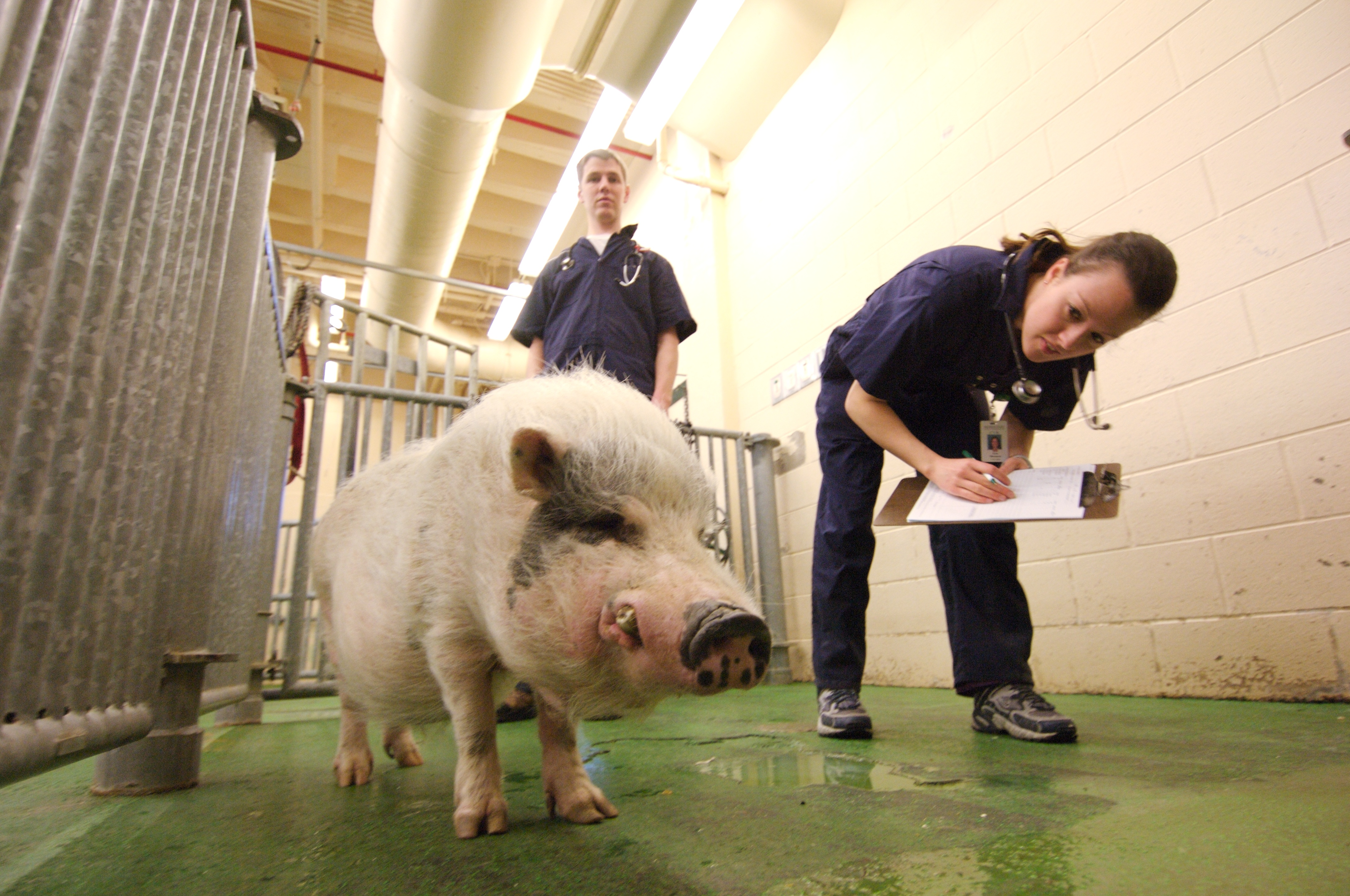
Студенты во время практики на свинокомплексе, август 2008 года

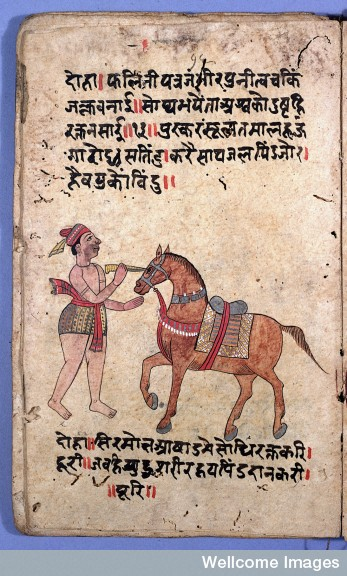
Древнеиндийский текст, операция на глазах у лошади

Ветерина́р (лат. veterinarius — «касающийся рабочего скота») — специалист с высшим (ветеринарный врач) или средним специальным (ветеринарный фельдшер) образованием, занимающийся лечением животных (ветеринарией) и сопутствующими обязанностями.

## Место работы
Ветеринарные врачи работают:
- в ветеринарных клиниках;
- в ветеринарных лабораториях;
- на ветеринарных станциях;
- в зоопарках;
- на предприятиях по разведению сельскохозяйственных животных и птиц;
- на пунктах контроля продуктов и сырья животного происхождения;
- собаководческих питомниках, зверофермах, рыбхозах.

## Обязанности
В список животных, обязательных к изучению ветеринаром, входят лошади, крупный и мелкий рогатый скот, свиньи, собаки, кошки, домашняя птица. Ветеринары изучают их анатомию, физиологию, биологическую химию. Основы знаний о болезнях дают патофизиология, патанатомия, микробиология, вирусология, паразитология. Помимо общих дисциплин ветеринарный врач должен знать частные сведения о лечении и профилактике болезней получают из хирургии, терапии, эпизоотологии, паразитологии. В курс обучения входят болезни пчёл и рыб, а также ветеринарно-санитарная экспертиза продуктов и сырья животного происхождения (мясо, молоко, рыба, кожа, шерсть и т. д.).

## Памятники

Памятник ветеринарам в Ростове-на-Дону
Табличка памятника
Ветеринарным врачам посвящается, Саратов
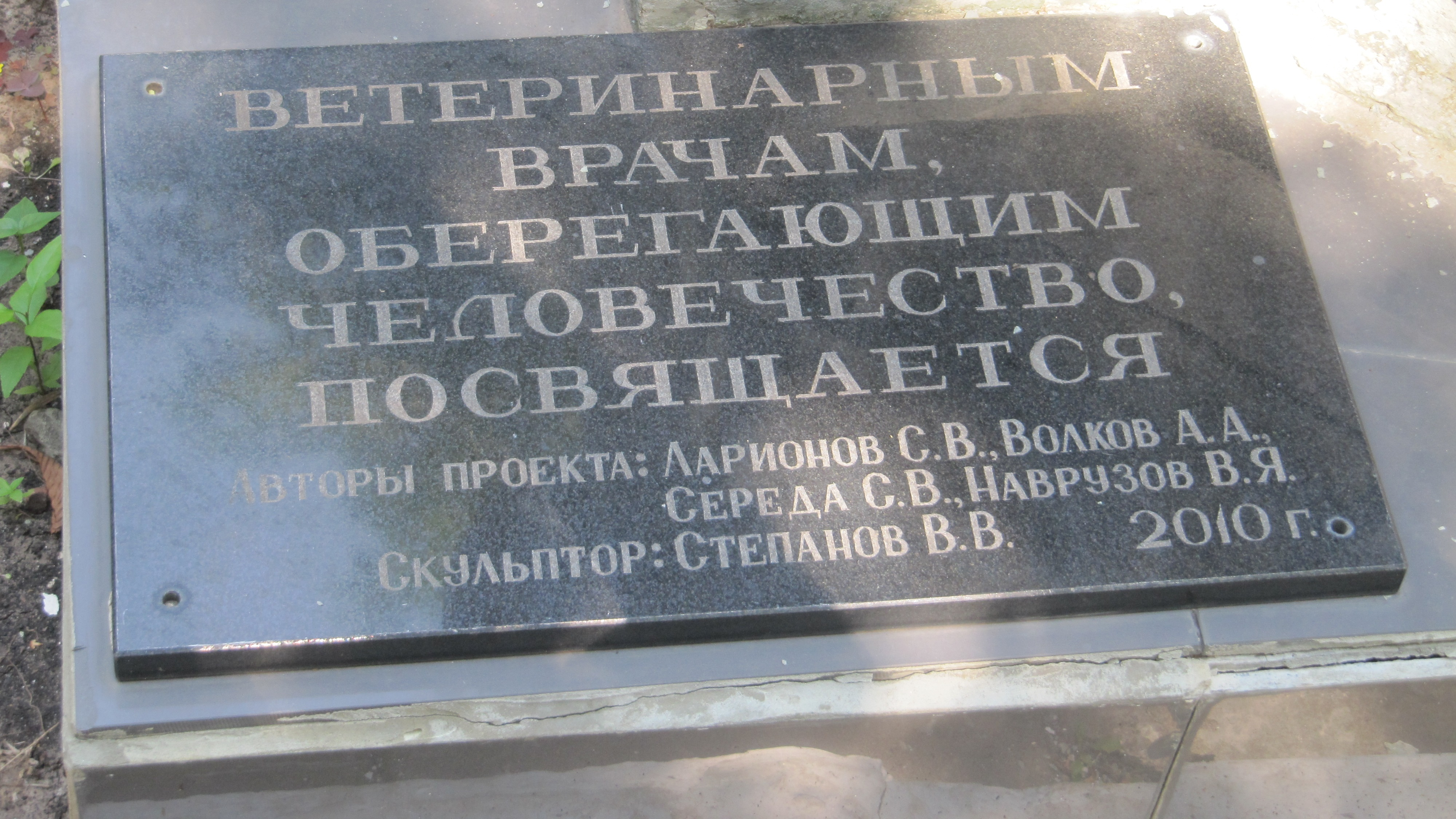
Ветеринарным врачам, табличка

## Галерея

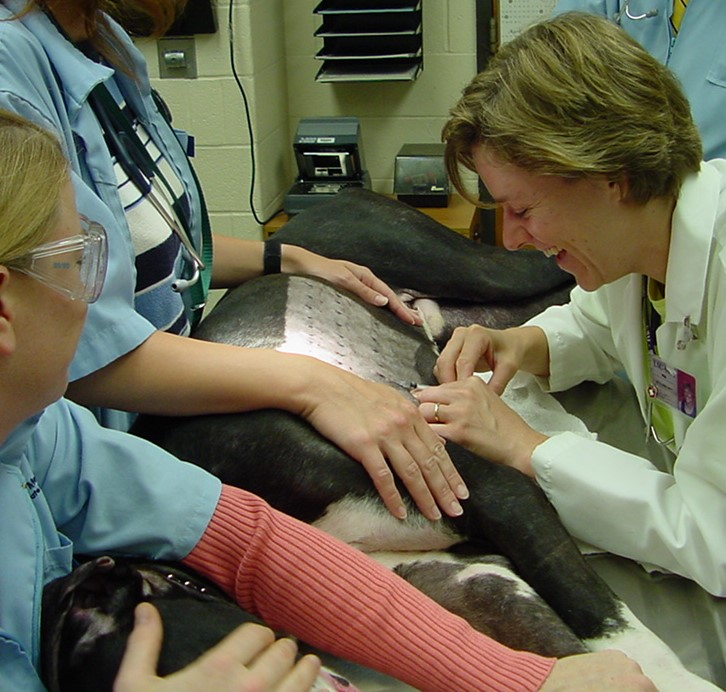
Проведение внутрикожного теста на аллергию у собаки
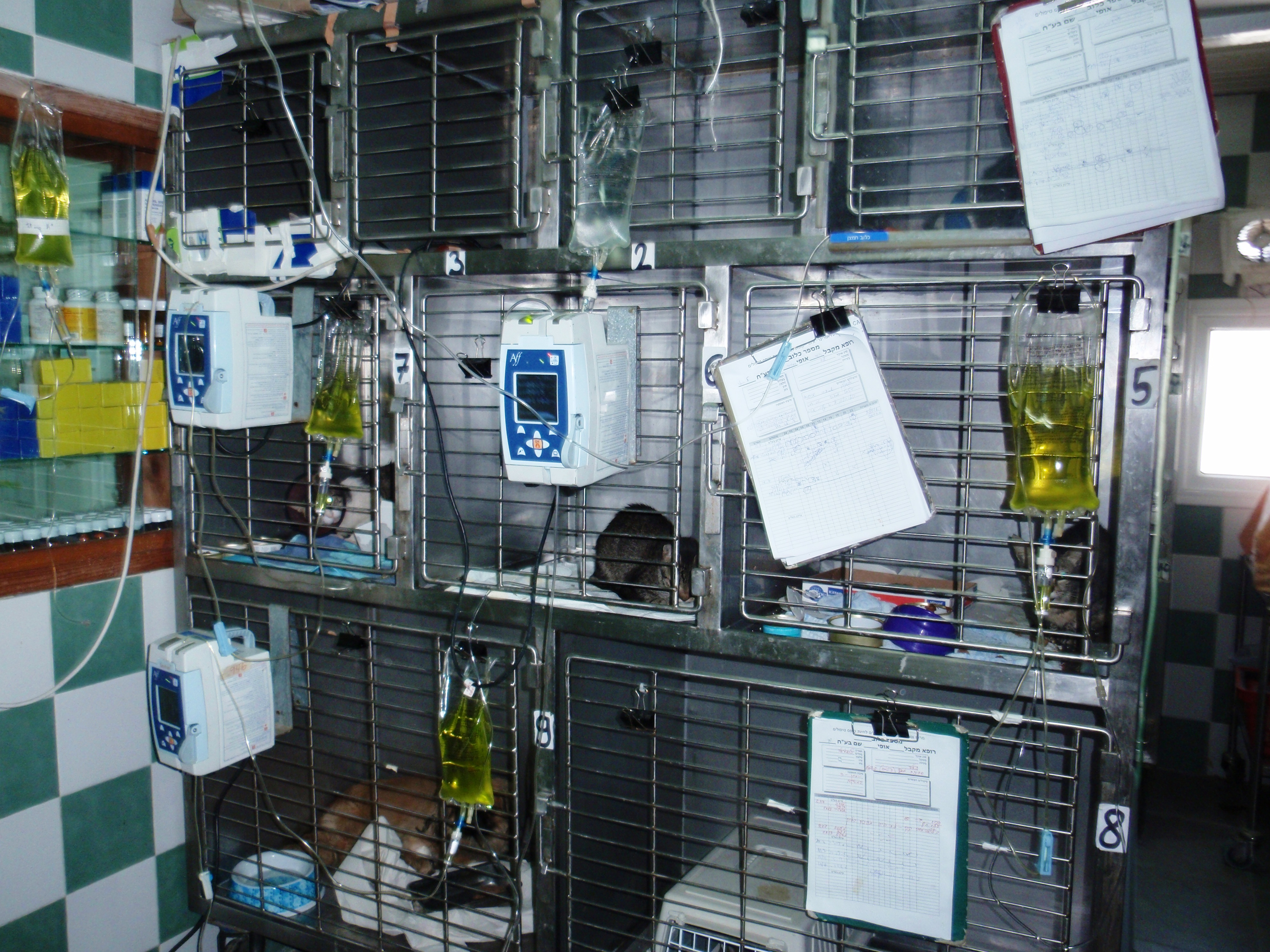
Ветеринарный стационар
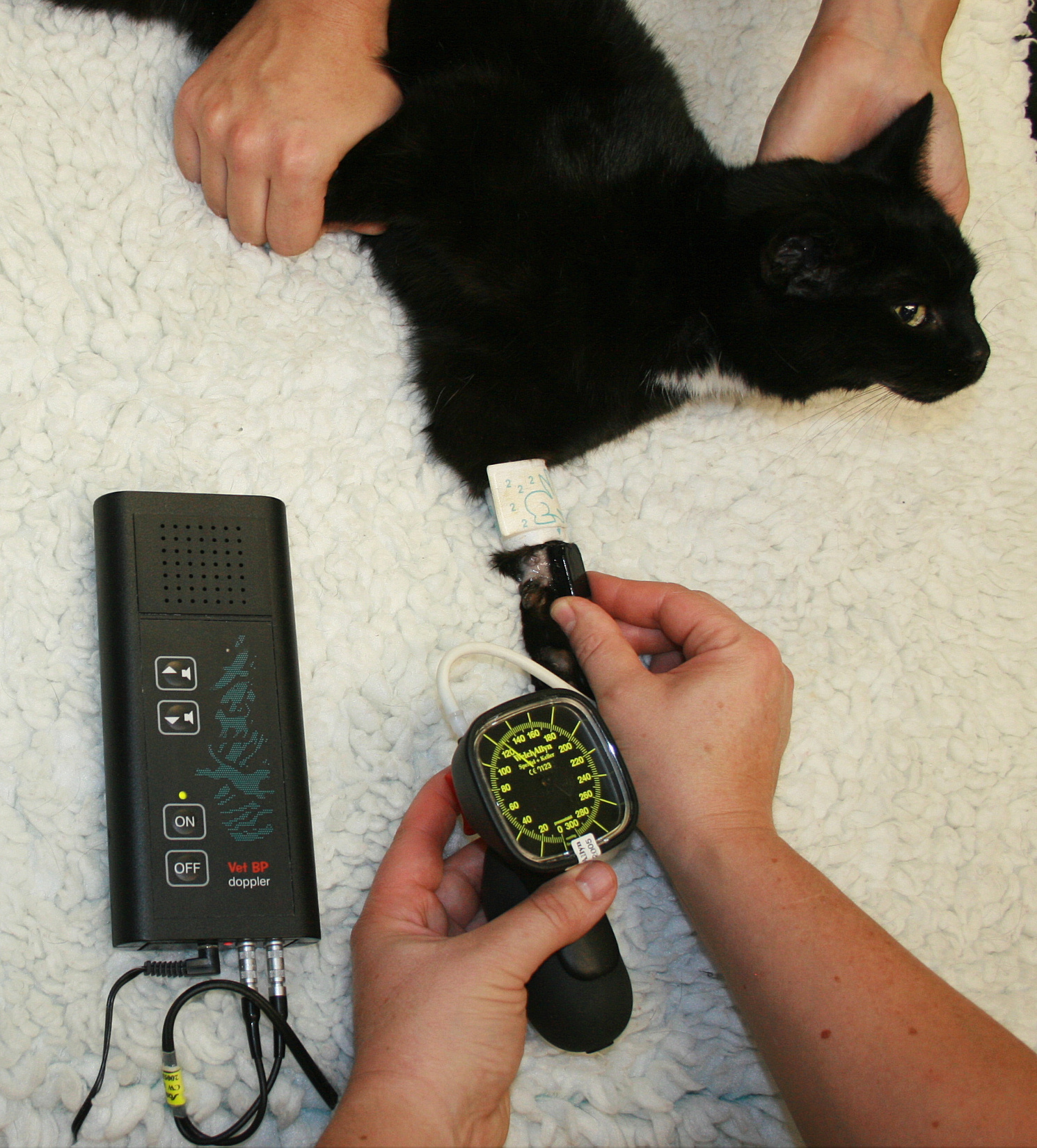
Измерение кровяного давления у кошки